# CD3D
CD3d (англ. T-cell surface glycoprotein CD3 delta chain) — трансмембранный белок семейства гликопротеинов CD3, локализованных на поверхности T-лимфоцитов. Продукт гена человека CD3D. 

## Функции
Часть мультимолекулярного комплекса TCR-CD3 на поверхности T-лимфоцитов, играющего ключевую роль в приобретённом иммунитете. Когда антигенпредставляющие клетки активируют TCR, сигнал переносится через мембрану полипептидными цепями рецепторного комплекса CD3: CD3D (δ-цепь), CD3E (ε-цепь), CD3G (γ-цепь) и CD3Z (ζ-цепь). Все эти цепи содержат активирующие ITAM-мотивы в своих цитопламатических доменах. После активации рецептора ITAM-мотивы фосфорилируются тирозинкиназами LCK и FYN семейства Src, что приводит к активации дальнейшего сигнального каскада. Кроме этого, CD3D играет ключевую роль в дифференцировке тимоцитов. Участвует в корректной сборке комплекса TCR-CD3 и его экспрессии на клеточной поверхности. Без TCR тимоциты не способны к нормальной дифференцировке. Взаимодействует с ко-рецепторами CD4 и CD8, что является необходимым условием для активации и положительной селекции CD4- или CD8-T-клеток.

## Патология
Мутации гена приводят к тяжёлому иммунодефициту 19-го типа.

## Взаимодействия
CD3D взаимодействует с белком CD8A, который является ко-рецептором T-клеточного рецептора.

## Структура
Белок состоит из 171 аминокислоты, молекулярная масса 18,9 кДа.